# Karl Wagner (Geistlicher)
Georg Karl Philipp Wagner (* 3. September 1870 in Grebenau im Vogelsbergkreis; † 5. Januar 1946 in Gießen) war ein deutscher evangelischer Theologe und Superintendent.

## Leben
Karl Wagner wurde als Sohn des Pfarrers Heinrich Wagner (1840–1894) und dessen Ehefrau Pauline Susanne Bernhard (1844–1895) geboren und wuchs mit seinen Geschwistern Heinrich (1872–1959), Emil Georg (1874–1935), Georg Friedrich (1875–19619), Ernst (1878–1966), Otto (* 1880) und Wilhelm (1884–1949) auf. Nach dem Abitur absolvierte Wagner ein Studium der Theologie an der Friedrich-Alexander-Universität Erlangen-Nürnberg und der Justus-Liebig-Universität Gießen. Bevor er 1893 zum Pfarr-Verwalter in Ober-Gleen bestellt wurde, vertiefte er am Predigerseminar Friedberg seine Kenntnisse. Nachdem er ab 1894 als Pfarr-Verwalter in Gelnhaar eingesetzt war, wurde er 1896 Pfarrer in Ettinghausen. Nach sechsjähriger Tätigkeit wurde er 1902 erster Pfarrer in Grünberg und Dekan des dortigen Dekanats. 1912 wurde er Pfarrer in der Petrus-Gemeinde in Bessungen.
1925 wurde er Landeskirchenrat und Superintendent in der Superintendentur Oberhessen der Evangelischen Landeskirche in Hessen mit Sitz in Gießen. Nach der Machtübernahme der Nationalsozialisten wurde er aus diesem Amt entlassen und pensioniert.
Wagner war mit Luise Ferber (1867–1933) verheiratet. Aus der Ehe gingen vier Söhne und zwei Töchter hervor.

### Öffentliche Ämter
- Vorsitzender des Landesverbandes der Inneren Mission